# Africano-Australieni
Africano-Australienii sînt o populație formată recent din imigrația  din Africa spre Australia, a persoanelor de pe continentul negru. În 2005-06 numărul imigranților permanenți în Australia a inclus 4000 sud-africani și 3800 sudanezi, care constituie a șasea și a șaptea parte din cel mai mare număr de imigranți.

## Diversitate
Nu există o definiție clară a ceea ce constituie un „african australian". Biroului Australian de Statistică înregistrează  oamenii  în funcție de locul nașterii lor și de strămoși, deși datele pentru Africa sunt împărțite între "Sub-Sahariană" și "Africa de Nord și Orientul Mijlociu"  Africano-australienii nu sunt un grup omogen, ci includ oameni de diverse origini culturale, lingvistice, religioase, de învățământ. Imigranții în Australia de pe continentul african în ultimul timp sunt de obicei de la tabere de refugiați.. Deținuții transportați în Australia includeau și africano-australieni. Unul din cei mai remarcați este deținutul John Caesar ce a venit cu prima flotă care a fost sclav pe o plantație de zahăr.

## Migrații recente
Totodată, numărul imigranților din Africa a fost limitaț până în anii 1900. Majoritatea Africanilor din Australia vin din Africa de Sud și rădăcinile sunt de origine africană sau britanică. Oportunitățile din australia, factori ca rata criminalității, șomajul și greutățile economice din țara lor, au condiționat emigrarea multor sud africani. Recentele conflicte în diferite părți din Africa, în special din N-E Africii a influențat migrarea prin programe umanitare. Australia a luat și refugiați care au plecat datorită conflictelor din anii 1900, ca în Sierra Leone, Burundi, Liberia, Republica Democrată Congo, Rwanda și Sudan.

## Demografia
La recensământul din 2006, 248.605 rezidenți au declarat ca s-au născut în Africa.
| Țara          | Numărul Populației | Orașul principal si procentul |
| ------------- | ------------------ | ----------------------------- |
| Africa de Sud | 104,128            | Sydney (27.3%)                |
| Egipt         | 33,497             | Sydney (48.5%)                |
| Zimbabwe      | 20,157             | Perth (24.7%)                 |
| Sudan         | 19,049             | Melbourne (31.0%)             |
| Mauritius     | 18,175             | Melbourne (48.6%)             |
| Kenya         | 9,940              | Perth (26.9%)                 |
| Ethiopia      | 5,633              | Melbourne (53.9%)             |
| Somalia       | 4,316              | Melbourne (60.1%)             |
| Zambia        | 4,082              | Perth (30.7%)                 |
| Ghana         | 2,771              | Sydney (51.0%)                |